# Поставнин, Николай Васильевич
Николай Васильевич Поставнин (28 декабря 1916, Москва — 22 января 1999, Москва) — заслуженный мастер спорта СССР (хоккей, русский хоккей, 1951), заслуженный тренер РСФСР (футбол, 1967).

## Биография
Летом играл в футбол, а зимой в хоккей с мячом. В футболе выступал в составе «Трёхгорки». С 1939 года — игрок столичного «Динамо». По окончании войны два сезона провёл в Минске, где участвовал в становлении «Динамо». В 1947-48 — снова играл в «Динамо» Москва. В начале 1950-х был играющим тренером вологодского «Динамо», ижевского и подмосковного «Динамо».
Всего в чемпионатах СССР провёл 71 игру, забил 11 голов.
В русский хоккей начал играть за «Крылья Советов», но после одного сезона стал игроком «Динамо» Москва, в котором играл до окончания карьеры в 1955 году. В чемпионатах 1936 и 1955 года провёл 15 игр, забив 5 мячей. В играх на Кубок СССР провёл 29 игр, забил 44 мяча. Обладатель 6 Кубков СССР.
Главных достижений добился в зарождавшемся хоккее с шайбой. За 5 сезонов, проведённых в «Динамо», стал чемпионом, дважды вице-чемпионом и дважды — бронзовым призёром. Всего в играх чемпионата провёл 79 игр, забив 65 шайб. В 1946—1951 годах был капитаном команды.
Был игроком сборной Москвы по хоккею с мячом и по хоккею с шайбой. В 1948 году участвовал в международных встречах с чехословацкой ЛТЦ (Прага).

## Достижения
футбол

 — Чемпион СССР — 1940 

хоккей с мячом

 — Обладатель Кубка СССР — 1937, 1939, 1940, 1941, 1947, 1948
- Включён в список 22 лучших игроков сезона — 1936

хоккей с шайбой

 — Чемпион СССР — 1947 

 — Вице-чемпион СССР — 1950, 1951 

 — Бронзовый призёр чемпионата СССР — 1948, 1949 

## Тренерская карьера
В 1941 году окончил ГЦОЛИФК. С начала 1950-х годов работал в качестве играющего тренера. В 1959-62, 1963-64, 1965-67, 1971-88 — тренер футбольной команды «Серп и Молот» (Москва). В 1968-70 — главный тренер братского «Сибиряка».
Умер 21 февраля 1999 года. Похоронен на Пятницком кладбище Москвы. 11 марта 2001 года стяг с номером 9, под которым Поставнин играл за хоккейное «Динамо», был вывешен на домашней арене клуба.